# Lichaamsholte (embryologie)
Een lichaamsholte is algemeen genomen een holle ruimte in een meercellig organisme.
Als de term gebruikt wordt in de embryologie dan heeft deze betrekking op de ruimte tussen het buitenste ectoderm en de buitenste laag van de orgaanholte (endoderm).

## Groepen
Door verschillen in de lichaamsholtes zijn er drie groepen organismen te onderscheiden:
- Coelomaten of coelomata (ook bekend als eucoelomaten) hebben een met fluïda (gas bij vertebraten, vloeistof bij de meeste andere dieren) gevulde lichaamsholte, het coeloom, volledig afgelijnd met het buikvlies dat ontstaat uit het mesoderm. De volledige aflijning zorgt ervoor dat de organen met elkaar verbonden kunnen zijn en nog steeds vrij kunnen bewegen in de holte. De meeste bilaterale dieren, inclusief alle gewervelden, zijn coelomaten.

- Pseudocoelomaten hebben een pseudocoel (letterlijk valse holte), wat toch een volledig functionele lichaamsholte is. Weefsel van het mesoderm lijnt niet de hele holte af. Hierdoor worden de organen in deze holte wel vastgehouden, maar kunnen ze meer bewegen en zijn ze niet zo georganiseerd als bij de coelomaten. Alle pseudocoelomaten zijn protostomia, maar niet alle protostomia zijn pseudocoelomaten. Een voorbeeld hiervan zijn de rondwormen (Nematoda).

- Acoelomaten hebben geen lichaamsholte in welke vorm dan ook. Hun organen maken rechtstreeks contact met het epitheel. Flexibele mesodermale weefsels gelegen tussen de darmen en de lichaamswand houden de organen op hun plaats. Een voorbeeld vormen de platwormen.

## Coeloom
Een coeloom is de ruimte, afgelijnd door het epitheel afkomstig uit het mesoderm. Organen in deze ruimte kunnen hier groeien, vrij bewegen en volledig onafhankelijk van de lichaamswand ontwikkelen. De vloeistof waarmee een coeloom gevuld is, zorgt ervoor dat de organen niet beschadigd raken door schokken.